# Бали (море)
Ба́ли (Бали́йское море; индон. Laut Bali, балийск. Segara Bali) — межостровное море Тихого океана между восточной оконечностью острова Ява и островами Бали, Ломбок, Сумбава, Сулавеси и Мадура. Площадь 40 тысяч км², средняя глубина 411 м, максимальная глубина 1590 м (впадина Бали). Температура воды 27—28 °C. Солёность 33,0—34,0 ‰. Дно выстлано осадками, в которых много вулканического туфа. Приливы смешанные, их высота до 1,7 м. На островах, обрамляющих море с юга, находятся несколько крупных вулканов: Батур (последнее извержение в 1926 году), Агунг, Тамбора и другие.
Главный порт — Сурабая (остров Ява).

## Географическое положение
Море Бали расположено к востоку от Яванского моря, по размерам намного меньше последнего.
Северная граница его проходит по о-вам Кангеан и Патерностер, восточная — по условной линии между о. Сумбава и вышеуказанными островами. На юге граница идет по островам Ломбок, Нуса, Бали, от мыса Бантеан до мыса Седано на Яве и до о. Кангеан.

## Рельеф дна
По типу море Бали относится к материковым межостровным морям. Рельеф дна слабо расчленён, самая глубокая часть — южная. Шельф оконтуривает всю котловину, материковый склон выражен только в южной части, у островов. Море связано проливами Ломбок и несколькими другими с Индийским океаном и морем Флорес. Глубина проливов небольшая, до 20 м, поэтому водообмен происходит только в поверхностных слоях.

## Климат
Положение в низких широтах, 8—10 градус ЮШ, определяет климатические условия моря Бали. Это — субэкваториальная климатическая зона, где господствует муссонная циркуляция атмосферы, царит жаркая и дождливая погода. В отдельных районах на климат влияют гористые, прорезанные долинами берега островов.
Летом южного полушария (зимой северного, декабрь — февраль) действует Сибирский антициклон, над Австралией в это время — барический минимум. Зимой южного полушария (летом северного, июнь — август) над Азией устанавливается Южно-Азиатский минимум, над Австралией давление повышается.
С декабря по март длится влажный сезон, в это время преобладает действие юго-восточного муссона. Северо-западный муссон действует в январе — феврале. Повторяемость западных и северо-западных ветров в это время 72—78 %, средняя скорость — 3—4 м/с, до 10—15 м/с. Штормы редки (до 20—25 м/с.)
Ноябрь — переходный месяц, в это время ветры неустойчивы и часты дожди.
Температура воды в поверхностных слоях (0—50 м) — 28—29 °C. Соленость — 32—34 ‰. На глубине от 50 до 300 м — 25—26 °C, соленость — 34,5 ‰. На глубине 300 м и более — соответственно 3—11 °C и 34,6 ‰.
Соленость также меняется по сезонам.

## Течения и приливно-отливные явления
Течения формируются господствующими ветрами, скорость их в среднем 0,7—1 м/с. В основном они наблюдаются на востоке.
Приливно-отливные явления в основном ярко выражены в проливах и узких бухтах, в узких проходах между рифами, в открытом море высота прилива достигает 1 м, у берегов — 1,5—2 м.